# La Belle et la Bête (série télévisée)
Pour les articles homonymes, voir La Belle et la Bête.
La Belle et la Bête (Beauty and the Beast) est une série télévisée américaine en 55 épisodes de 45 minutes, créée par Ron Koslow et diffusée entre le 25 septembre 1987 et le 4 août 1990 sur le réseau CBS.
La série est librement adaptée du conte du même nom.
Au Québec, la série a été diffusée à partir du 10 février 1988 sur le réseau TVA. En France, les deux premières saisons ont été diffusées du 12 novembre 1988 au 12 janvier 1991 sur La Cinq, en seconde partie de soirée. Rediffusion partielle en 1994, dans La Une est à vous sur TF1. Rediffusion, et diffusion des épisodes inédits de la saison 3 en 1996 sur TMC. Rediffusion des 2 premières saisons du 3 octobre 1998 au 30 novembre 1999 sur M6. Rediffusion du 6 novembre 2003 au 22 janvier 2004 sur Jimmy.

## Synopsis
Vincent, un homme-lion vivant caché dans le monde d'En-bas, va vivre une histoire d'amour impossible avec Catherine Chandler, une avocate du monde d'En-Haut.

## Distribution
- Linda Hamilton (VF : Frédérique Tirmont) : Catherine Chandler (principale saisons 1 et 2, invitée saison 3)
- Ron Perlman (VF : Pascal Renwick) : Vincent
- Roy Dotrice : Père / Jacob Wells
- Jay Acovone : Joe Maxwell
- Ren Woods : Edie (début de la première saison)
- Ellen Geer : Mary
- Armin Shimerman : Pascal
- David Greenlee (en) : Mouse
- Cory Danziger (en) : Kipper
- Jo Anderson : Diana Bennett (saison 3)
- Delroy Lindo (VF : Sady Rebbot) : Isaac Stubbs (saison 1, épisode 2 et 4)

## Épisodes

### Première saison (1987-1988)
1. Il était une fois… dans la ville de New York (Once upon a Time… in the City of New York)
2. L'Ange gardien (Terrible Savior)
3. État de siège (Siege)
4. Sans issue (No Way Down)
5. Masques (Masques)
6. L'Esprit de la bête (Beast Within)
7. Même derrière les barreaux (Nor Iron Bars a Cage)
8. Le Chant d'Orphée (Songs of Orpheus)
9. L'Esprit du mal (Dark Spirit)
10. Une histoire pour enfants (A Children's Story)
11. Un silence impossible (An Impossible Silence)
12. Ombres grises (Shades of Grey)
13. Lune de Chine (China Moon)
14. L'Alchimiste (The Alchemist)
15. Tentation (Temptation)
16. Un jour ou l'autre (Promises of Someday)
17. Vers la mer des ténèbres (Down to a Sunless Sea)
18. Fièvre (Fever)
19. Tout, c'est tout (Everything is Everything)
20. La Poursuite (To Reign in Hell)
21. Ozymandias (Ozymandias)
22. Une joyeuse vie (A Happy Life)

### Deuxième saison (1988-1989)
1. Sonate en sous-sol (Chamber Music)
2. N'oublie pas l'amour (Remember Love)
3. Lettres de cendres (Ashes, Ashes)
4. La Fête de l'hiver (Dead of Winter)
5. La Nouvelle Venue (God Bless the Child)
6. Le Mur du silence (Sticks and Stones)
7. Les Lumières de la vie (A Fair and Perfect Knight)
8. Le Prince Brian (Labyrinths)
9. Le Phénomène de foire (Brothers)
10. Une longue absence (A Gentle Rain)
11. Les Étrangers (The Outsiders)
12. Orpheline (Orphans)
13. Arabesque (Arabesque)
14. Oiseau bleu couleur du temps (When the Blue Bird Sings)
15. Le Voyeur (The Watcher)
16. Séparation (A Distant Shore)
17. Procès (Trial)
18. L'Anabell Lee (A Kingdom by the Sea)
19. Jeu mortel (The Hollow Men)
20. Homme ou Bête ? (What Rough Beast)
21. Baptême de sang (Ceremony of Innocence)
22. Le reste est silence (The Rest is Silence)

### Troisième saison (1989-1990)
1. Le Lien perdu [1/2] (Though Lovers Be Lost [1/2])
2. Le Lien perdu [2/2] (Though Lovers Be Lost [2/2])
3. La Douleur de survivre (Walk Slowly)
4. Jamais plus (Nevermore)
5. Tempêtes (Snow)
6. La Comète du mendiant (Beggar's Comet)
7. Un temps pour cicatriser (A Time to Heal)
8. Les Nuits de l'enfer (In the Forests of the Night)
9. Rêve prémonitoire (The Chimes at Midnight)
10. Tu t'appelleras Jacob (Invictus)
11. Les Masques de cendre [1/2] (The Reckoning)
12. Démasqué [2/2] (Legacies)

## Commentaires
- Si vous ne connaissez pas le sujet, laissez ce bandeau (vous pouvez alors contacter les auteurs).
- Si vous supprimez le contenu mis en cause (vous pouvez préalablement contacter les auteurs),

argumentez précisément cette suppression dans la page de discussion
(un manque de référence n'est pas un argument ; une recherche réelle de référence doit avoir été effectuée, être formellement documentée).

### Un conte à l'ancienne
La Belle et la Bête de Ron Koslow est un conte qui nous parle du désir et du manque, de la peur de soi et des autres, des conséquences terribles de la violence sur les victimes mais aussi sur ses auteurs. C'est un grand projet éthique, valable de façon intangible aujourd'hui comme hier, soutenu par l'existence secrète, au cœur de Manhattan, dans les souterrains de Central Park, d'un monde utopique qui pratique la fraternité, la poésie et des rites. Sous l'égide d'une figure iconique, un amoureux des livres issu du vieux monde, Father et autour d'un être merveilleux dont nul ne sait d'où il vient qui la protège mais qu'elle doit aussi protéger, une communauté d'exclus s'est trouvée une raison de vivre et des règles pour survivre.
Vincent, le héros au visage de lion, incarne à la fois le Bien et le Mal et s'avère aussi une figure particulièrement marquante du désir, le sien propre et celui que les autres projettent sur lui. La poésie, omniprésente dans les titres des épisodes, lue à voix haute par les principaux personnages, les décors baroques et splendides, la musique, donnent un ton exceptionnel à ce récit quasiment légendaire qui rend son âme à une grande ville du monde moderne.
Le projet initial fut malheureusement interrompu à partir de la troisième saison. En effet, la chaîne ayant décidé de ne programmer qu'une douzaine d'épisodes, l'actrice principale, Linda Hamilton, put quitter la série, ce qu'elle souhaitait depuis quelque temps. Les auteurs ou les producteurs firent mourir son personnage et tentèrent de le remplacer par une autre.
Les douze derniers épisodes sont écrits avec un tout autre ton : moins de drame et plus de pragmatisme, plus d'action et moins d'introspection, moins de douceur et plus de douleur, moins de rêve en somme. La plupart des fans de la première heure n'acceptèrent pas la fameuse scène sur le toit qui vit mourir Catherine. Mais ces épisodes sont bien écrits, bien réalisés, bien joués et ils eurent et ont encore leur public.
Dix-sept ans plus tard, plusieurs conventions où l'on peut rencontrer une partie du casting d'antan dont le toujours fêté Ron Perlman, la Bête, ont eu lieu. Une fête Online annuelle relayée par de nombreux sites, des forums, des productions artistiques, des écrits sont mis en ligne par une communauté réduite mais vivante et active. Une part de l'activité consiste, avec l'accord des auteurs, à scanner des textes parus sous forme de fanzines dans les années 1990, mais il en arrive aussi régulièrement de nouveaux.
La fanfiction s'acharne majoritairement à nier la troisième saison et à raconter l'évolution de la relation de Catherine et Vincent, si malencontreusement interrompue. Si certains développements domestiques font parfois sourire (mariage, maisons, enfants), beaucoup, avant d'arriver à la fin heureuse attendue par tous les fans, traitent du drame intérieur des personnages avec une invention, une sensibilité, une compréhension de la série et une qualité de plume qu'il faut souligner. Un certain nombre rend compte de la dimension érotique du personnage de la Bête avec un talent indéniable. Beaucoup de ces œuvres sont relues, corrigées, éditées par d'autres fans écrivains ou non, preuve de la vitalité de la fandom et garantie d'un bon niveau d'écriture.

### De lointains échos
La Belle et la Bête a plus que probablement été une des sources d'inspiration de Josh Whedon, l'auteur de Buffy contre les vampires (Buffy the Vampire Slayer). Le vampire Angel qui veut que sa bien-aimée vive au soleil est un avatar de la Bête et au moins un épisode de BTVS, la rencontre rêvée sur la plage de Los Angeles avec l'amoureux qui ne peut se montrer au grand jour - « Anne » (3.1) - est directement issu de BATB « A Distant Shore » (2.16).
Dans l'univers de BATB, d'anciens exclus réunis autour de ce personnage merveilleux à la tête de lion survivent dans les tunnels de New York. En Haut, l'argent le pouvoir et la peur. En bas, la fraternité, l'amour, la confiance. Mais cet univers d'En dessous n'existe que parce que celui d'En haut existe aussi. Comme le dit un des personnages, les deux mondes sont liés quand bien même ils s'ignorent. Cela est exprimé avec force dans le personnage mythique et ambigu qui doit se cacher En Bas mais qui ne cesse d'être attiré par ceux d'En haut jusqu'à aimer d'un amour impossible une belle avocate. Le Bien et le Mal liés, interdépendants et jamais décidés une fois pour toutes sont l'objet du débat offert aux téléspectateurs dans l'existence même de ce monde imaginaire. 
On retrouve le même monde mais inversé dans Buffy contre les vampires, en dessous vivent les monstres et les vampires, symbolisant les peurs et les limites des hommes, en haut ces derniers qui s'efforcent de lutter contre eux. Le même débat éloigné de tout manichéisme est offert aux téléspectateurs. Dans ces deux mondes la bibliothèque et son escalier jouent le rôle de centre et d'axe du monde pour ceux qui tentent de résister au chaos, avec le bibliothécaire anglais comme figure paternelle. La civilisation, l'étude, le savoir sont des armes des hommes libres. Ces mondes sont proches de celui de la Légende dorée de Jacques de Voragine qui met en scène sous une forme matérialiste facile à comprendre, les débats et les combats des hommes pour atteindre un équilibre entre des instincts contraires, vers la réalisation de soi, la splendeur du monde et l'amour des autres.

## Remake 2012
En 2012, le réseau américain The CW réalise un remake. Quelques détails furent changés: Catherine Chandler n'est plus une avocate mais un lieutenant de police. Se faisant agresser seule dans la série originale, elle se fait agresser avec sa mère qui elle, mourra dans la nouvelle série. En parallèle, le réseau ABC réalisait une version moderne de La Belle et la Bête mais dans une version plus inspirée du conte, qui n'a pas été retenue pour une saison.

## DVD
Les trois saisons sorties chez l'éditeur "Koba Films Video" :
- Saison 1, le 8 avril 2009
- Saison 2, le 10 juin 2009
- Saison 3, le 28 octobre 2009

(Les trois coffrets n'ont pas été remastérisés mais la qualité de l'image et du son est bonne.)